# Simulium delizhanense
Simulium delizhanense är en tvåvingeart som först beskrevs av Rubtsov 1955.  Simulium delizhanense ingår i släktet Simulium och familjen knott. Inga underarter finns listade i Catalogue of Life.